# Kortfenad grindval
Kortfenad grindval (Globicephala macrorhynchus) är en art i underfamiljen grindvalar. Den kortfenade grindvalen liknar sin närmaste släkting långfenad grindval till utseende och levnadssätt men lever i varmare hav och har en något slankare kropp.

## Utseende

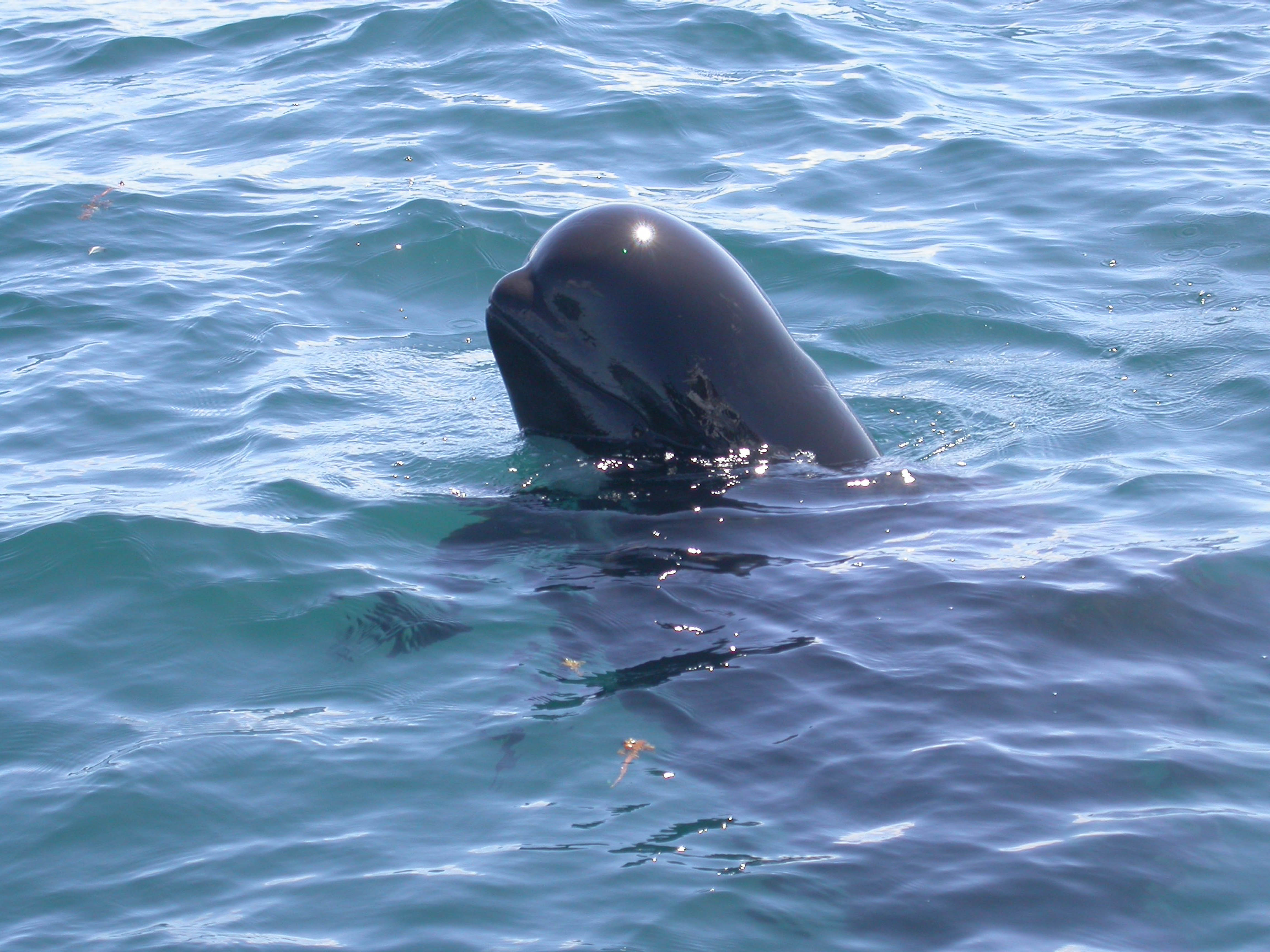
Artens huvud.

Denna art har slankare kropp än den långfenade grindvalen, men de har lika tjocka stjärtar. Den har bara sju till nio tänder i varje käkhalva medan långfenad grindval har 8 till 13 tänder per käkhalva. Den ta där dorsalfenan sitter är mycket längre och bredare än hos långfenad grindval, alltså har de en “tjockare” dorsalfena. Hos den kortfenade grindvalen är böjningen i pectoralfenan inte lika markant, de har en lättare böj istället för det skarpa veck som den långfenade grindvalen har. Pectoralfenorna består av 14 till 19 % av kroppens längd. Vikten uppgår till 3 ton. Hannar är tyngre än honor.
Vuxna exemplar är 4 till 6 meter långa. De har huvudsakligen en svart kroppsfärg. Gråa mönster på strupen och på bröstet liknar en långsträckt ankare.

## Utbredning och systematik

### Systematik
Arten beskrevs första gången 1846 av John Edward Gray utifrån individer från Indiska oceanen. Två år senare beskrevs grindvalar från Stilla havet som arten G. sieboldii men det visade sig utgöra samma art som macrorhynchus. Senare har arten även observerat i Atlanten. Det finns uppgifter om att det nära Japan finns individer av mindre storlek som även skulle vara tåligare gentemot kyla, men ännu är det inte utrett om denna population utgör en egen art.[källa behövs]

### Utbredning
De kortfenade grindvalarna förekommer längs ekvatorn. De trivs i varma vatten och håller till i de sydligare delarna av de varmare vattnen. De är mer utspridda över världens hav än den långfenade. Arten förekommer vid Hawaii, Azorerna, Madeira, Kanarieöarna, Japan, Mexikanska golfen, nordvästra Afrika, Karibiska havet, i Stilla havet, och i Atlanten, då från New Jersey till Venezuela. Man kan till och med finna dem längs Frankrikes kust. I motsats till långfenad grindval, som föredrar kalla området lever G. macrorhynchus i varmare hav. Därför förekommer dessa två arter ytterst sällan i samma havsområden, vilket förekommer i exempelvis mellersta Atlanten.[källa behövs]

## Levnadssätt

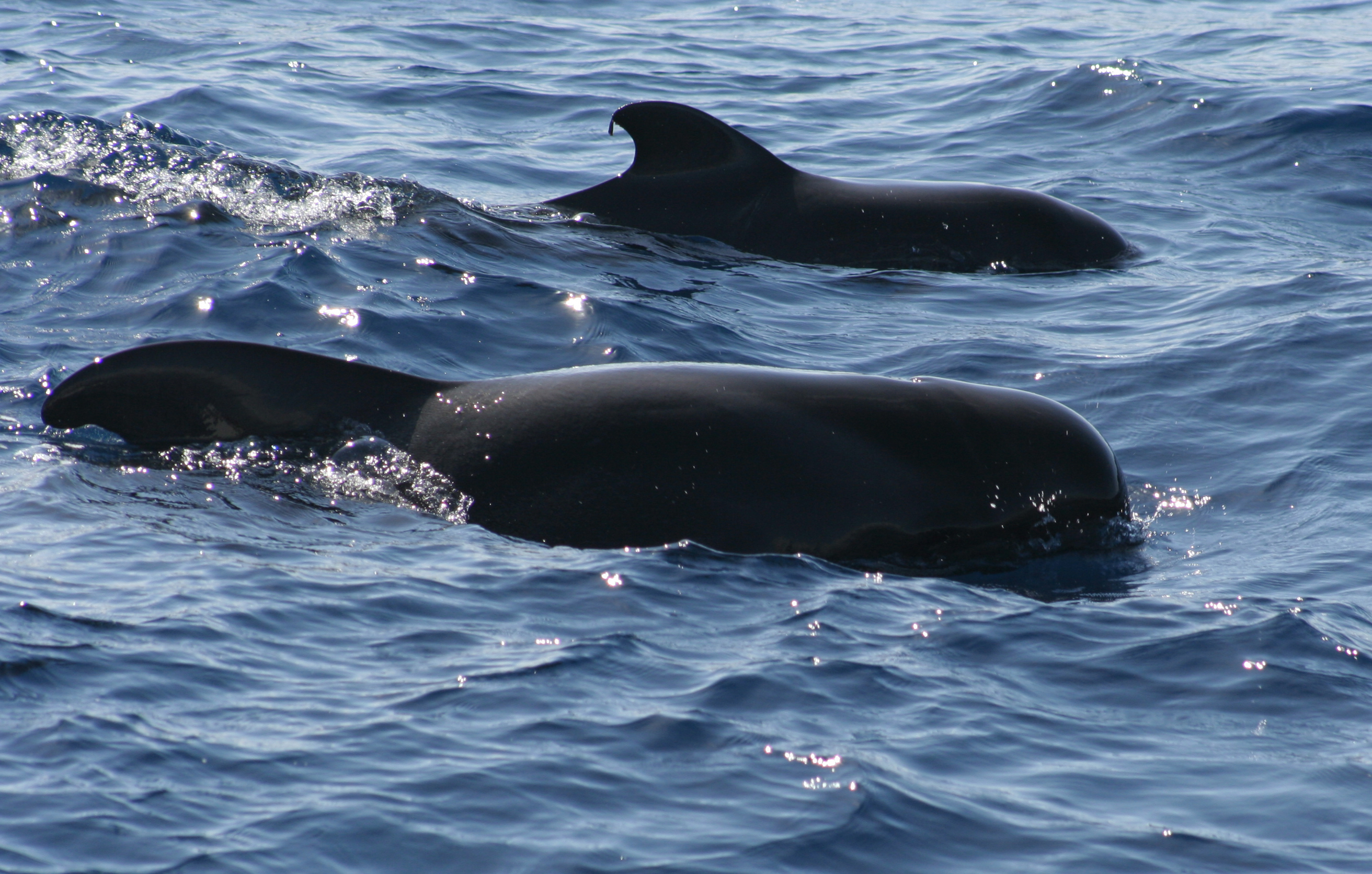
Kortfenad grindval lever vanligtvis i flockar på mellan 10 och 30 individer.

Den kortfenade grindvalen lever i flockar på 10 till 30 individer men kan ses i större grupper uppemot 100 individer, med en ledare, under olika perioder på året. Valen lever främst pelagiskt men den fångar födan även i närheten av kustlinjer. Varje grupp anförs av ett alfadjur. Arten strandar jämförelsevis ofta när den förlorar orientering i grunt vatten. De simmar ofta långsamt och hoppar sällan.
De dyker upp till 10 minuter och når områden 600 meter under vattenytan. Födan utgörs främst av bläckfiskar och dessutom äts små fiskar. De jagar oftast nattetid då deras byten simmar upp från lägre havszoner. Ett exemplar äter cirka 45 kg föda per natt.

### Parning
Parning sker under vintern och följs därefter av 12 månaders dräktighet. Honorna kan föda en kalv vart tredje år men det sker även ett mellanrum på 4-6 år. När hanarna uppvaktar honorna, slår de varandra i huvudet. Honorna blir könsmogna vid 9 års ålder och hanarna vid 15 års ålder. Kalvarna diar i 6 månader – 2 år.
När kalvarna föds är de 1,4 till 1,9 meter långa och väger ca 60 kg. De är vid födelsen ljusgråa-cremefärgade. Efter ett år börjar de mörkna i färgen. Sista gången en hona får en kalv är vid 40-årsåldern men kroppen kan fortfarande producera mjölk i 3 till 5 år efter det.

## Hot och status
Redan under 1800-talet jagades arten i Karibien och köttet såldes främst i USA. Efter inrättningen av skyddsåtgärder under 1970-talet är denna jakt nästan försvunnen. Dessutom jagades djuret vid Japan, Indonesien samt Sri Lanka och i mindre skala finns denna jakt fortfarande. Andra hot utgörs av föroreningar i havet och fiskenät där valen fastnar och drunknar. 
Den globala populationen uppskattas till cirka 180 000 individer.[källa behövs] Men hotstatusen är oklar varför IUCN inte gett den någon hotkategori på grund av kunskapsbrist.